# Podocarpus roraimae
Podocarpus roraimae är en barrträdart som beskrevs av Pilg.. Podocarpus roraimae ingår i släktet Podocarpus och familjen Podocarpaceae. IUCN kategoriserar arten globalt som livskraftig. Inga underarter finns listade i Catalogue of Life.